# Carl Kevin Moeddel
Carl Kevin Moeddel (* 28. Dezember 1937 in Elmwood Place, Ohio; † 25. August 2009 in Cincinnati, Ohio) war Weihbischof in Cincinnati.

## Leben
Carl Kevin Moeddel studierte am Athenaeum of Ohio und wurde am 15. August 1962 durch Karl Joseph Alter zum Priester geweiht. Er war langjährig bis 1993 in der Seelsorger tätig, später in der Diözese Personaldirektor und Direktor für die Pastoraldienste sowie Generalvikar und Präsident des ökumenischen Kirchenkonferenz in Ohio.
Johannes Paul II. ernannte ihn am 15. Juni 1993 zum Weihbischof in Cincinnati und Titularbischof von Bistue. Der Erzbischof von Cincinnati, Daniel Edward Pilarczyk, weihte ihn am 15. August desselben Jahres zum Bischof; Mitkonsekratoren waren Edward Anthony McCarthy, Erzbischof von Miami, und James Henry Garland, Bischof von Marquette.
Am 20. Juni 2007 nahm Papst Benedikt XVI. seinen krankheitsbedingten Rücktritt an. Am 25. August 2009 starb er im Alter von 71 Jahren.